# Edla Blommér
Edla Gustava Blommér, född 10 maj 1817 i Helsingfors, död 19 december 1908 i Helsingfors, var en finsk konstnär.
Hon var dotter till Salomon Jansson och Edla Sofia Palenius samt från 7 november 1852 gift med Nils Blommér.  
Blommér studerade konst för Johan Erik Lindh i Helsingfors och därefter för Nils Blommér i Stockholm 1845–1846. Efter återkomsten till Finland deltog hon i Finska konstföreningens utställningar 1847–1849. Hon vistades i Dresden 1850–1852 och for på hösten 1852 till Rom där hon gifte sig med Nils Blommér. Kort därefter avled maken och Edla Blommér återvände till Helsingfors och upphörde samtidigt med sin konstnärliga verksamhet.[källa behövs]
Blommér är representerad vid Nationalmuseum och i Malmö museum med ett självporträtt.

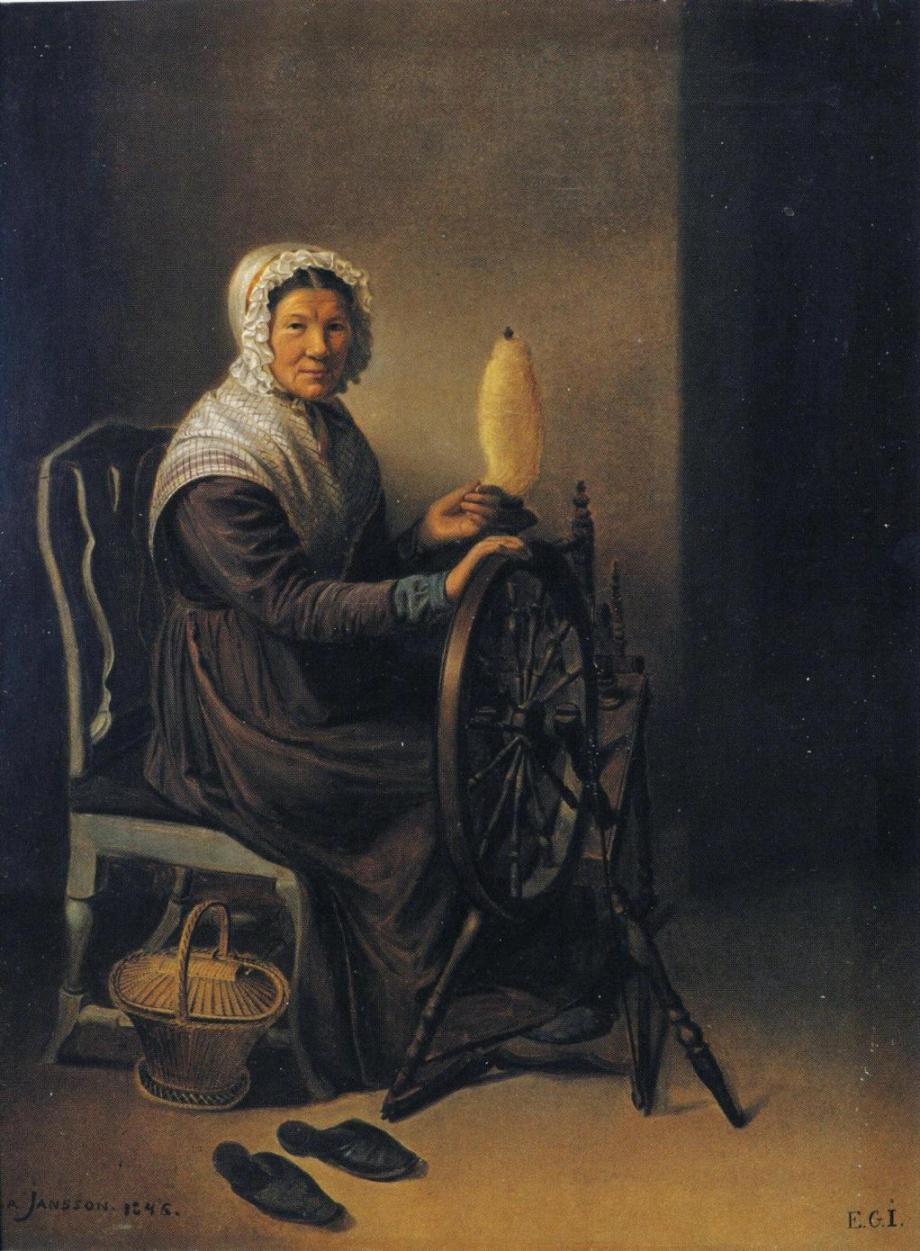
Edla Jansson-Blommér: Gumma vid spinnrocken, 1846.